# Serguei Elefertovitx Lébedev
Serguei Elefertovitx Lébedev (rus: Сергей Элефертович Лебедев) (nascut el 31 de gener de 1969 a l'RSS de l'Uzbekistan, Unió Soviètica) és un futbolista retirat, que jugava de migcampista. Lébedev fou internacional amb l'Uzbekistan, equip amb el qual disputà 33 partits, amb deu gols marcats. Més tard es va fer entrenador de futbol.

## Carrera
Lébedev va començar la seva carrera professional al Turbina Naberezhnye Chelny el 1985. Va completar 3 temporades amb el Turbina i va marxar al FC Dynamo Kirov el 1988. La temporada 1989-91 va jugar pel Neftyanik Fergana i el 1990 va guanyar la segona divisió soviètica amb el club, que va pujar a la primera divisió soviètica.
La temporada 1992-1999 va jugar pel Neftchi Farg'ona i va guanyar 4 cops la lliga uzbeka, i dues copes. Va esdevenir el màxim golejador del Neftchiels anys 1996 i 1998. Va acabar la seva carrera al Neftchi Farg'ona.

## Internacional
Lébedev va disputar 33 partits i va marcar 10 gols amb l'equip nacional uzbek. Va ser un dels jugadors de l'Uzbekistan que van guanyar els Jocs Asiàtics de 1994, on hi va marcar dos gols. El segon gol va ser a la final contra la Xina al minut 8. Va participar també en dues Copes d'Àsia: 1996 i 2000.

## Carrera com a entrenador
Després de retirar-se el 2006, va començar la carrera d'entrenador, a nivell de clubs. Va començar com a segon entrenador de Yuriy Sarkisyan al Neftchi Farg'ona. Va quedar-se al club després de l'acomiadament de Yuriy Sarkisyan el maig de 2013.

## Palmarès

### Club
Neftchi
- Segona divisió soviètica de futbol, Conferència est (1): 1990
- Lliga uzbeka de futbol (4): 1992, 1993, 1994, 1995
- Copa uzbeka de futbol (2): 1994, 1996
- Copa d'Àsia de clubs 3r: 1995

### Internacional
- Campió dels Jocs Asiàtics: 1994

### Individual
- Màxim golejador de la Lliga amb el Neftchi (2): 1996 (13 gols), 1998 (18 gols)